# John Caldwell (boxador)
John Caldwell   (Belfast, 7 de maig de 1938 - Belfast, 10 de juliol de 2009) va ser un boxejador irlandès, guanyador d'una medalla olímpica.
El 1956 va prendre part en els Jocs Olímpics d'Estiu de Melbourne, on va guanyar la medalla de bronze en la categoria del pes mosca del programa de boxa. En semifinals va perdre contra el romanès Mircea Dobrescu. Com a boxejador amateur va aconseguir 234 victòries en 240 combats.
El 1958 passà al professionalisme, on disputà 35 combats, amb un balanç de 25 victòries, 5 derrotes i un combat nul. El 1960 es va proclamar campió britànic del pes mosca, per tot seguit ascendir a la categoria del pes gall. El 1962 va superar per punts el francoalgerià Alphonse Halimi en la lluita pel títol europeu de pes gall. El 1964 va guanyar els títols britànic i de la Commonwealth, retirant-se l'any següent després de perdre aquests títols.